# Gerda van der Kade-Koudijs
Gerda van der Kade-Koudijs, född 29 oktober 1923 i Rotterdam, död 19 mars 2015 i Almelo, var en nederländsk friidrottare.
Hon blev olympisk mästare på 4 x 100 meter vid olympiska sommarspelen 1948 i London.